# Eurovision Song Contest 2020

Länder som skulle deltagit direkt i finalen.
Länder som skulle deltagit i semifinalerna.
Länder som tävlat förut men skulle inte delta 2020.

Eurovision Song Contest 2020 skulle ha blivit den 65:e upplagan av musiktävlingen Eurovision Song Contest men på grund av den pågående Covid-19-pandemin ställdes tävlingen in två månader innan den skulle ha dragit igång. Tävlingen ersattes av programmet Eurovision: Europe Shine a Light. Evenemanget skulle ha arrangerats i Rotterdam, Nederländerna efter att Duncan Laurence vann Eurovision Song Contest 2019 med låten Arcade. Det skulle ha blivit den femte gången Nederländerna anordnat musiktävlingen, och även första gången sedan de anordnade Junior Eurovision Song Contest 2012. Upplagan skulle ha ägt rum i arenan Rotterdam Ahoy och skulle ha bestått av tre shower: semifinalerna den 12 och 14 maj samt finalen den 16 maj.
41 länder skulle ha deltagit i tävlingen, inklusive Ukraina och Bulgarien som skulle ha återvänt efter att de drog sig tillbaka året innan.
Den 18 mars 2020 meddelande EBU att tävlingen ställdes in på grund av det rådande läget kring Coronavirusutbrottet 2019–2021. Det var första året sedan starten 1956 som Eurovision Song Contest inte hölls.
EBU, tillsammans med AVROTROS, NPO och NOS, sände den 16 maj 2020 ett direktsänt program från Hilversum, Nederländerna. I programmet, Eurovision: Europe Shine a Light, hyllades alla bidrag som var tänkta att tävla i Eurovision Song Contest 2020 och tidigare Eurovision-deltagare bjöds in för att uppträda med kända bidrag från runt om i Europa. Programledarna var desamma som skulle ha programlett Eurovision Song Contest 2020. I Sverige valde Sveriges Television (SVT) att sända en egen tävling vid namn Eurovision: Sveriges 12:a där tittarna fick rösta på de icke-svenska bidragen för att se vem som var favorit hos svenskarna.

## Plats

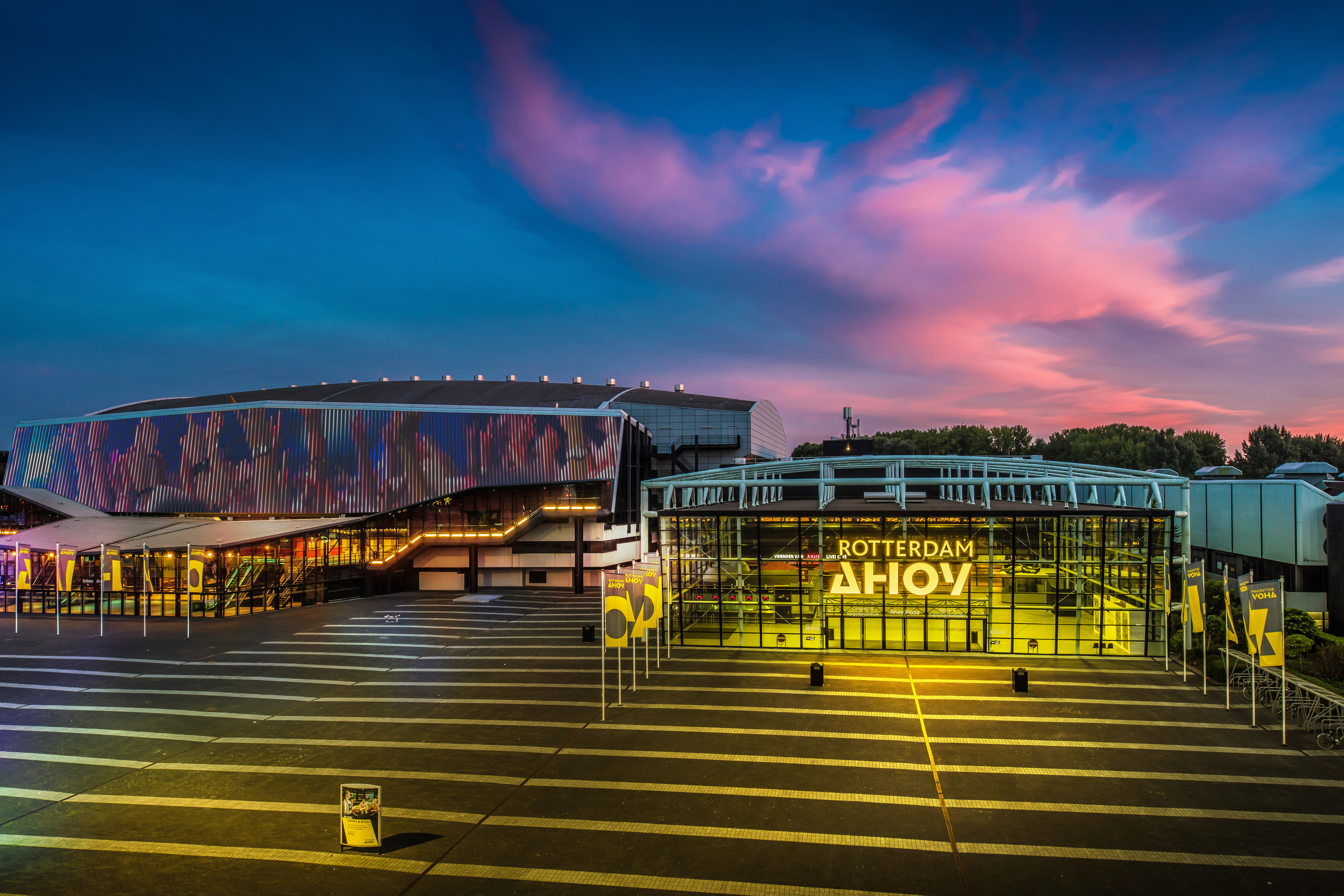
Värdarenan Rotterdam Ahoy. (Bild från 2016)

Förberedelserna inför organiseringen av Eurovision Song Contest 2020 började dagen efter att Nederländerna vunnit. EBU:s högste ansvarige chef Jon Ola Sand lämnade då över dokument och ett USB-minne till AVROTROS, Nederländernas ansvariga TV-bolag. AVROTROS ska tillsammans med Nederlandse Omroep Stichting (NOS) och Nederlandse Publieke Omroep (NPO) producera Eurovision Song Contest 2020.

### Budgivningsfasen och val av värdstad
Enligt Mark Rutte, Nederländernas premiärminister, la flera borgmästare bud på att få arrangera tävlingen genom att skicka textmeddelanden, så tidigt som direkt efter Duncan Laurences vinst. Den 30 augusti 2019 blev det bekräftat att Rotterdam vann budgivningen.
De städer som visade intresse för att arrangera tävlingen var:
Färgkod:  †  Värdarena  ‡   Nominerade
| Stad             | Arena             | Kapacitet | Noteringar |
| ---------------- | ----------------- | --------- | --- |
| Arnhem           | GelreDome         | 41 000    | Bud tillsammans med Nijmegen och region Veluwe. GelreDome är utrustad med ett utfällbart tak och var en av värdarenorna i UEFA Euro 2000. |
| 's-Hertogenbosch | Brabanthallen     | 11 000    | Budet var främjat av provinsen Noord-Brabant och av städerna Breda, Eindhoven, Tilburg och Helmond. |
| Maastricht       | MECC Maastricht ‡ | 20 000    | Limburgs provins stöttar budet. |
| Rotterdam        | Ahoy Rotterdam †  | 16 426    | Värdarenan för Junior Eurovision Song Contest 2007 och för Nationaal Songfestival år 2000, 2001 och 2003 och för andra stora TV-sända event som MTV EMA år 1997 och 2016. Zuid-Hollands provins samt kommunerna Dordrecht och Haag stöttar budet. |
| Utrecht          | Jaarbeurs         | 11 000    | Värdarenan för Nationaal Songfestival åren 1974 och 1975. |

Staden Zwolle visade också intresse för att arrangera tävlingen, men nekades då deras arena – IJsselhallen – inte passade för Eurovision eftersom den har för lågt i tak, men också för att den inte har tillräckligt stor kapacitet.

## Produktionen
Eurovision Song Contest 2020 var en samarbetsproduktion mellan tre nederländska TV-bolag; AVROTROS, Nederlandse Omroep Stichting (NOS) och Nederlandse Publieke Omroep (NPO) som har tre olika roller inom produktionen. Sietse Bakker och Inge van de Weerd var exekutiva producenter medan Emilie Sickinghe och Jessica Stam var vice exekutiva producenter. I augusti 2019 presenterades det att Marnix Kaart och Marc Pos var regissörer till alla tre livesändningar tillsammans med Gerben Bakker som var showchef.

## Deltagande länder
| Land           | TV-bolag           | Artist              | Bidrag                      | Språk                                    | Låtskrivare | Ref.   |
| -------------- | ------------------ | ------------------- | --------------------------- | ---------------------------------------- | --- | ------ |
| Albanien       | RTSH               | Arilena Ara         | Fall from the Sky           | Engelska                                 | Michael Blue, Lazar Cvetkoski, Darko Dimitrov, Sam Schummer, Robert Stevenson                                         | [ 5 ]  |
| Armenien       | ARMTV              | Athena Manoukian    | Chains on You               | Engelska                                 | Athena Manoukian, DJ Paco                                                                                             | [ 6 ]  |
| Australien     | SBS                | Montaigne           | Don't Break Me              | Engelska                                 | Anthony Egizii, Jess Cerro, David Musumeci                                                                            | [ 7 ]  |
| Azerbajdzjan   | İTV                | Efendi              | Cleopatra                   | Engelska                                 | Luuk van Beers, Sarah Lake, Alan Roy Scott                                                                            | [ 8 ]  |
| Belgien        | VRT                | Hooverphonic        | Release Me                  | Engelska                                 | Alex Callier, Luca Chiaravalli                                                                                        | [ 9 ]  |
| Bulgarien      | BNT                | Victoria            | Tears Getting Sober         | Engelska                                 | Victoria Georgieva, Lukas Oskar Janisch, Borislav Milanov, Cornelia Wiebols                                           | [ 10 ] |
| Cypern         | CyBC               | Sandro              | Running                     | Engelska                                 | Alfie James Arcuri, Alessandro Heinrich Rütten, Octavian Rasinariu, Sebastian Metzner Rickards, Theofilos Pouzmpouris | [ 11 ] |
| Danmark        | DR                 | Ben & Tan           | Yes                         | Engelska                                 | Emil Adler Lei, Linnea Deb, Jimmy Jansson                                                                             | [ 12 ] |
| Estland        | ERR                | Uku Suviste         | What Love Is                | Engelska                                 | Uku Suviste, Sharon Vaughn                                                                                            | [ 13 ] |
| Finland        | YLE                | Aksel               | Looking Back                | Engelska                                 | Joonas Angeria, Connor McDonough, Riley McDonough, Toby McDonough, Whitney Phillips                                   | [ 14 ] |
| Frankrike      | France Télévisions | Tom Leeb            | Mon alliée (The Best in Me) | Engelska, franska                        | Peter Boström, Thomas G:son, Amir Haddad, Léa Ivanne, Tom Leeb, John Lundvik                                          | [ 15 ] |
| Georgien       | GPB                | Tornike Kipiani     | Take Me As I Am             | Engelska                                 | Aleko Berdzenishvili, Tornike Kipiani                                                                                 | [ 16 ] |
| Grekland       | ERT                | Stefania            | Superg!rl                   | Engelska                                 | Arcade, Dimitris Kontopoulos, Sharon Vaughn                                                                           | [ 17 ] |
| Irland         | RTÈ                | Lesley Roy          | Story of My Life            | Engelska                                 | Catt Gravitt, Robert Marvin, Lesley Roy, Tom Shapiro                                                                  | [ 18 ] |
| Island         | RÚV                | Daði og Gagnamagnið | Think About Things          | Engelska                                 | Daði Freyr Pétursson                                                                                                  | [ 19 ] |
| Israel         | KAN                | Eden Alene          | Feker Libi                  | Engelska, amhariska, arabiska, hebreiska | Doron Medalie, Idan Raichel                                                                                           | [ 20 ] |
| Italien        | RAI                | Diodato             | Fai rumore                  | Italienska                               | Antonio Diodato, Edwyn Roberts                                                                                        | [ 21 ] |
| Kroatien       | HRT                | Damir Kedžo         | Divlji vjetre               | Kroatiska                                | Ante Pecotić | [ 22 ] |
| Lettland       | LTV                | Samanta Tīna        | Still Breathing             | Engelska                                 | Aminata Savadogo, Samanta Tīna                                                                                        | [ 23 ] |
| Litauen        | LRT                | The Roop            | On Fire                     | Engelska                                 | Mantas Banišauskas, Robertas Baranauskas, Vaidotas Valiukevičius                                                      | [ 24 ] |
| Malta          | PBS                | Destiny             | All of My Love              | Engelska                                 | Sebastian Arman, Bernarda Brunović, Dag Lundberg, Borislav Milanov, Joacim Persson, Cesár Sampson                     | [ 25 ] |
| Moldavien      | TRM                | Natalia Gordienco   | Prison                      | Engelska                                 | Filipp Kirkorov, Dimitris Kontopoulos, Sharon Vaughn                                                                  | [ 26 ] |
| Nederländerna  | AVROTROS           | Jeangu Macrooy      | Grow                        | Engelska                                 | Jeangu Macrooy, Pieter Perquin                                                                                        | [ 27 ] |
| Nordmakedonien | MRT                | Vasil               | You                         | Engelska                                 | Kalina Neskoska, Nevena Neskoska, Alice Schroeder                                                                     | [ 28 ] |
| Norge          | NRK                | Ulrikke             | Attention                   | Engelska                                 | Ulrikke Brandstorp, Christian Ingebrigtsen, Kjetil Mørland                                                            | [ 29 ] |
| Polen          | TVP                | Alicja              | Empires                     | Engelska                                 | Laurell Barker, Maria Broberg, Dominic Buczkowski-Wojtaszek, Patryk Kumór, Fraser MacReece Pullinger                  | [ 30 ] |
| Portugal       | RTP                | Elisa               | Medo de sentir              | Portugisiska                             | Marta Carvalho | [ 31 ] |
| Rumänien       | TVR                | Roxen               | Alcohol You                 | Engelska                                 | Ionuț Armaș, Breyan Isaac, Victor Bouroșu                                                                             | [ 32 ] |
| Ryssland       | C1R                | Little Big          | Uno                         | Engelska, spanska                        | Ilya Prusikin, Viktor Sibrinin, Denis Tsukerman                                                                       | [ 33 ] |
| San Marino     | SMRTV              | Senhit              | Freaky!                     | Engelska                                 | Nanna Bottos, Gianluigi Fazio, Henrik Steen                                                                           | [ 34 ] |
| Schweiz        | SRG SSR            | Gjon's Tears        | Répondez-moi                | Franska                                  | Xavier Michel, Gjon Muharremaj, Alizé Oswald, Jeroen Swinnen                                                          | [ 35 ] |
| Serbien        | RTS                | Hurricane           | Hasta La Vista              | Serbiska                                 | Nemanja Antonić, Kosana Stojić, Sanja Vučić                                                                           | [ 36 ] |
| Slovenien      | RTVSLO             | Ana Soklič          | Voda                        | Slovenska                                | Bojan Simončič, Ana Soklič, Žiga Pirnat                                                                               | [ 37 ] |
| Spanien        | RTVE               | Blas Cantó          | Universo                    | Spanska                                  | Blas Cantó, Dan Hammond, Ashley Hicklin, Dangelo Ortega, Mikolaj Trybulec                                             | [ 38 ] |
| Storbritannien | BBC                | James Newman        | My Last Breath              | Engelska                                 | Adam Argyle, Ed Drewett, Iain James, James Newman                                                                     | [ 39 ] |
| Sverige        | SVT                | The Mamas           | Move                        | Engelska                                 | Herman Gardarfve, Patrik Jean, Melanie Wehbe                                                                          | [ 40 ] |
| Tjeckien       | ČT                 | Benny Cristo        | Kemama                      | Engelska                                 | Ben da Silva Cristóvão, Rudy Ray, Charles Sarpong, Osama Verse-Atile, Filip Zangi                                     | [ 41 ] |
| Tyskland       | NDR                | Ben Dolic           | Violent Thing               | Engelska                                 | Dag Lundberg, Connor Martin, Borislav Milanov, Peter St. James, Jimmy Thorén                                          | [ 42 ] |
| Ukraina        | Suspilne           | Go_A                | Solovey                     | Ukrainska                                | Kateryna Pavlenko, Taras Shevchenko                                                                                   | [ 43 ] |
| Vitryssland    | BTRC               | VAL                 | Da vidna                    | Vitryska                                 | Valeryja Hrybusava, Mikita Najdzionaŭ, Uladzislaŭ Paškievič                                                           | [ 44 ] |
| Österrike      | ORF                | Vincent Bueno       | Alive                       | Engelska                                 | Artur Aigner, Vincent Bueno, Felix van Göns, David Yang                                                               | [ 45 ] |

## Större händelser kring Eurovisionen

### Effekter av Coronavirusutbrottet 2019–2021
I början av år 2020 utbröt en epidemi av coronavirussjukdomen (COVID-19) i Kina och spreds därefter till andra länder runt om i världen. Den 6 mars gjorde NPO, det nederländska programföretaget, ett uttalande där man meddelade: Eurovision-arrangörerna ska följa råd från hälsomyndigheterna när de ska fatta beslut om tävlingen. I Danmark ställdes samtliga nöjesevenemang in i syfte att begränsa spridningen av viruset. Detta resulterade i att den danska nationella finalen hölls utan någon publik. Representanter från Sverige, Finland, Italien, Schweiz, Grekland och Israel avstod från att delta i delegationschefernas möte den 9 mars. Jon Ola Sand deltog i mötet på distans eftersom en resebegränsning lagts på EBU-personalen fram till 13 mars sedan en anställd misstänkts bära på viruset. Den israeliska representanten Eden Alene meddelade att hon inte skulle resa till Nederländerna för att filma sitt vykort som en försiktighetsåtgärd mot COVID-19. Det israeliska tv-bolaget sade att de skulle försöka hitta ett annat sätt att filma hennes vykort.
Den 13 mars gjorde EBU följande uttalande: EBU följer noggrant situationen kring spridningen av Coronaviruset och håller sig uppdaterad med de senaste råd och riktlinjer från WHO och de nationella hälsomyndigheterna. Men med två månader fram till de tre live-showerna, den 12, 14 och 16 maj, är det fortfarande för tidigt att fatta några slutliga beslut. Med detta i åtanke fortsätter vi att arbeta tillsammans som ett team om förberedelser för att vara värd för den 65:e Eurovision Song Contest i Rotterdam. De nederländska medierna rapporterade att EBU och organisationskommittén för ESC 2020 hade flera potentiella scenarier på bordet för att hålla tävlingen:
- Skjuta upp tävlingen till ett senare datum
- Hålla tävlingen bakom stängda dörrar utan publik

Borgmästaren i Rotterdam uppgav att ett slutligt beslut skulle fattas cirka 5–6 april för att se hur saker utvecklats i Europa och hur stor spridning Coronaviruset fått.
Den 18 mars 2020 meddelande EBU att tävlingen ställdes in på grund av det rådande läget kring Coronavirusutbrottet 2019–2021. Tävlingen beräknades att återkomma 2021. Referensgruppen för tävlingen undersökte möjligheten att låta de bidrag från varje land som valts för tävlingen 2020 få delta.

### Möjlighet för USA att se Eurovision på Netflix
Streamingtjänsten Netflix signerade ett kontrakt med EBU i juli 2019 som skulle tillåta dem att visa Eurovision Song Contest 2020 på tjänsten i USA.

### Länder som önskat debutera men nekats
- Kazakstan – Den 22 november 2018 uppgav tävlingens exekutiva producent Jon Ola Sand att Kazakstans deltagande i Eurovision behövde diskuteras av tävlingens referensgrupp. Kazakstan blev dock inbjuden till Junior Eurovision Song Contest 2018 av samma referensgrupp, men detta har ingen påverkan på stora Eurovisionen.
- Kosovo – Mentor Shala, högste direktör i det kosovanska TV-bolaget Radio Television of Kosovo (RTK), meddelade att TV-bolaget fortfarande drev frågan om EBU-medlemskap framåt och att de hoppades på att debutera i Eurovision 2020. RTK förhandlade om ett medlemskap i EBU men detta nekades efter en omröstning där 400 röstade ja till medlemskap och 673 nej till medlemskap (och 113 valde att avstå) som ägde rum 28 juni 2019.[48]
- Liechtenstein – I augusti 2019 publicerade 1FLTV att de uteslöt en möjlig debut i Eurovision år 2020. TV-bolaget hade försökt att bli en EBU-medlem under en längre tid men pausade ansökan eftersom en nyckelperson inom bolaget, Peter Köbel, oväntat avled. Det skulle även påverkat Liechtensteins regering ekonomiskt att medverka i Eurovision Song Contest.

### Icke deltagande länder
- Andorra – I mars 2019 berättade Andorras TV-bolag Ràdio i Televisió d'Andorra (RTVA) att de öppnade för ett samarbete med det katalanska TV-bolaget Televisió de Catalunya (TVC) i framtida upplagor av Eurovision. Dessa två TV-bolag samarbetade då Andorra debuterade i tävlingen år 2004. Den 22 maj 2019 bekräftade dock RTVA att de inte skulle delta i tävlingen år 2020.
- Bosnien och Hercegovina – Den 28 december 2018 uppgav Lejla Babović, Bosnien och Hercegovinas delegationschef, att deras mål var att återvända till tävlingen 2020, men detta var svårt att klara då landet hade skulder till EBU och att de inte hade råd att finansiera tävlingen.
- Luxemburg – Då Luxemburg inte deltagit i Eurovision sedan 1993, har intresse i nationen uppstått för att åter delta i tävlingen. I maj 2019 meddelade Anne-Marie David att landet skulle återvända till tävlingen och tillsammans med Luxemburgska fans skickade de en ansökan till Luxemburgs TV-bolag RTL Télé Lëtzebuerg (RTL). De senaste åren har dock RTL meddelat att de inte skulle ha råd att anordna Eurovision och en tro på att mindre nationer inte skulle lyckas i den moderna Eurovisionen.
- Monaco – Monacos TV-bolag TMC bekräftade i augusti 2019 att de inte skulle delta i Eurovision Song Contest 2020. Monaco deltog senast år 2006.
- Montenegro – Montenegro drog sig ur tävlingen med anledning av finansiella problem.[49]
- Slovakien – Slovakien valde att inte delta på grund av för lågt intresse bland de slovakiska TV-tittarna.[50]
- Turkiet – I augusti 2018 förklarade İbrahim Eren, högste chef i Turkiets TV-bolag Turkish Radio and Television Corporation (TRT), att de inte kan sända en show med sexuellt tvetydiga personer (syftar på Conchita Wurst, vinnaren av Eurovision år 2014) på tider då småbarn fortfarande är vakna. Han lade även till att TRT ogillade det nya röstningssystemet med 50 % telefonröster och 50 % juryröster som introducerades 2009.
- Ungern – Ungern drog sig ur tävlingen med anledning av att landets nationella TV-bolag MTVA uttryckte sig negativt mot att tävlingen blivit alltför "HBTQ-vänligt".[51] Man uppgav också att uttagningen A Dal, som kan jämföras med svenska Melodifestivalen, kommer att omorganiseras och inte längre vara landets uttagning till tävlingen.

### Återkommande artister
| Land       | Artist                                        | Tidigare år | Placering vid tidigare tillfälle | Placering 2020        |
| ---------- | --------------------------------------------- | ----------- | -------------------------------- | --------------------- |
| Moldavien  | Natalia Gordienco1                            | 2006        | 20:e                             | Tävlingen ställdes in |
| San Marino | Senhit                                        | 2011        | 16:e (SF)                        | Tävlingen ställdes in |
| Serbien    | Sanja Vučić (Del av gruppen Hurricane)        | 2016        | 18:e                             | Tävlingen ställdes in |
| Serbien    | Ksenija Knežević 2 (Del av gruppen Hurricane) | 2015        | 13:e                             | Tävlingen ställdes in |
| Sverige    | The Mamas3                                    | 2019        | 5:e                              | Tävlingen ställdes in |

1 Tillsammans med Arsenium & Connect-R
2Körsångerska bakom sångaren Knez
3 The Mamas tävlade inte som artister 2019, utan de körade bakom John Lundvik.

#### Återkommande artister från Junior Eurovision Song Contest
Destiny representerade Malta i Junior Eurovision Song Contest 2015. Hon vann dessutom det året med låten "Not My Soul". Greklands Stefania representerade Nederländerna i Junior Eurovision Song Contest 2016 i Valletta som en del av gruppen Kisses.

## Semifinalerna

### Semifinallottningen

Länder som skulle tävlat i Semifinal 1
Länder som skulle tävlat i Semifinal 2
Länder som skulle tävlat i finalen och även fått rösta i Semifinal 1
Länder som skulle tävlat i finalen och även fått rösta i Semifinal 2

Alla länder som skulle ha tävlat detta året, utom "The Big Five" vilka är Frankrike, Italien, Spanien, Storbritannien och Tyskland samt värdlandet Nederländerna, skulle ha kvalat sig genom en av två semifinaler. Dessa semifinaler skulle ha hållits den 12 maj respektive 14 maj 2020. Resultatet av respektive semifinal skulle ha avgjorts genom en kombination av jury- och tittarröster, som adderas samman istället för att kombineras. Totalt skulle 35 länder ha tävlat i semifinalerna och dessa skulle ha delats upp så att 17 respektive 18 länder skulle ha tävlat i varje semifinal.
Uppdelningen av vilka länder som skulle tävla i respektive semifinal skedde vid en så kallad semifinallottning, som ägde rum den 28 januari 2020. Inför denna lottning gjorde man en uppdelning av länderna i olika grupper. Dessa grupper baserades på röstningsmönster i tävlingen. Under lottningen splittrades varje grupp upp i två: en för varje semifinal. Anledningen till att denna uppdelning görs är att minska möjligheten till grannlands- och diasporaröstning. Varje land fick även lottat ifall man ska tävla i semifinalens första eller andra starthalva. Först efter alla länder har valt ut artist och bidrag sätts startordningen av tävlingsproducenterna. Nedan presenteras länderna i respektive grupp:
| Grupp 1                                                                            | Grupp 2                                                               | Grupp 3                                                                             | Grupp 4                                                                    | Grupp 5                                                             |
| ---------------------------------------------------------------------------------- | --------------------------------------------------------------------- | ----------------------------------------------------------------------------------- | -------------------------------------------------------------------------- | ------------------------------------------------------------------- |
| - Albanien - Kroatien - Schweiz - Nordmakedonien - Serbien - Slovenien - Österrike | - Danmark - Finland - Estland - Island - Norge - Sverige - Australien | - Armenien - Azerbajdzjan - Georgien - Ryssland - Ukraina - Vitryssland - Moldavien | - Bulgarien - Grekland - Cypern - Malta - Rumänien - Portugal - San Marino | - Belgien - Israel - Lettland - Tjeckien - Polen - Litauen - Irland |

### Semifinal 1
| Nr | Land           | Artist       | Bidrag           | Språk                                    |
| -- | -------------- | ------------ | ---------------- | ---------------------------------------- |
| 1  | Sverige        | The Mamas    | Move             | Engelska                                 |
| 2  | Vitryssland    | VAL          | Da vidna         | Vitryska                                 |
| 3  | Australien     | Montaigne    | Don't Break Me   | Engelska                                 |
| 4  | Nordmakedonien | Vasil        | You              | Engelska                                 |
| 5  | Slovenien      | Ana Soklič   | Voda             | Slovenska                                |
| 6  | Litauen        | The Roop     | On Fire          | Engelska                                 |
| 7  | Irland         | Lesley Roy   | Story of My Life | Engelska                                 |
| 8  | Ryssland       | Little Big   | Uno              | Engelska, spanska                        |
| 9  | Belgien        | Hooverphonic | Release Me       | Engelska                                 |
| 10 | Malta          | Destiny      | All of My Love   | Engelska                                 |
| 11 | Kroatien       | Damir Kedžo  | Divlji vjetre    | Kroatiska                                |
| 12 | Azerbajdzjan   | Efendi       | Cleopatra        | Engelska                                 |
| 13 | Cypern         | Sandro       | Running          | Engelska                                 |
| 14 | Norge          | Ulrikke      | Attention        | Engelska                                 |
| 15 | Israel         | Eden Alene   | Feker Libi       | Engelska, amhariska, arabiska, hebreiska |
| 16 | Rumänien       | Roxen        | Alcohol You      | Engelska                                 |
| 17 | Ukraina        | Go_A         | Solovey          | Ukrainska                                |

### Semifinal 2
| Nr | Land       | Artist              | Bidrag              | Språk        |
| -- | ---------- | ------------------- | ------------------- | ------------ |
| 1  | Grekland   | Stefania            | Superg!rl           | Engelska     |
| 2  | Estland    | Uku Suviste         | What Love Is        | Engelska     |
| 3  | Österrike  | Vincent Bueno       | Alive               | Engelska     |
| 4  | Moldavien  | Natalia Gordienco   | Prison              | Engelska     |
| 5  | San Marino | Senhit              | Freaky!             | Engelska     |
| 6  | Tjeckien   | Benny Cristo        | Kemama              | Engelska     |
| 7  | Serbien    | Hurricane           | Hasta La Vista      | Serbiska     |
| 8  | Polen      | Alicja              | Empires             | Engelska     |
| 9  | Island     | Daði og Gagnamagnið | Think About Things  | Engelska     |
| 10 | Schweiz    | Gjon's Tears        | Répondez-moi        | Franska      |
| 11 | Danmark    | Ben & Tan           | Yes                 | Engelska     |
| 12 | Albanien   | Arilena Ara         | Fall from the Sky   | Engelska     |
| 13 | Finland    | Aksel               | Looking Back        | Engelska     |
| 14 | Armenien   | Athena Manoukian    | Chains on You       | Engelska     |
| 15 | Portugal   | Elisa               | Medo de sentir      | Portugisiska |
| 16 | Georgien   | Tornike Kipiani     | Take Me As I Am     | Engelska     |
| 17 | Bulgarien  | Victoria            | Tears Getting Sober | Engelska     |
| 18 | Lettland   | Samanta Tīna        | Still Breathing     | Engelska     |

## Finalen
| Nr   | Land           | Artist         | Bidrag                      | Språk             |
| ---- | -------------- | -------------- | --------------------------- | ----------------- |
| i.u. | Frankrike      | Tom Leeb       | Mon alliée (The Best in Me) | Engelska, franska |
| i.u. | Italien        | Diodato        | Fai rumore                  | Italienska        |
| i.u. | Spanien        | Blas Cantó     | Universo                    | Spanska           |
| i.u. | Storbritannien | James Newman   | My Last Breath              | Engelska          |
| i.u. | Tyskland       | Ben Dolic      | Violent Thing               | Engelska          |
| 23   | Nederländerna  | Jeangu Macrooy | Grow                        | Engelska          |

## Anteckningar
1. ↑  på uppdrag av ARD.